# John Musker

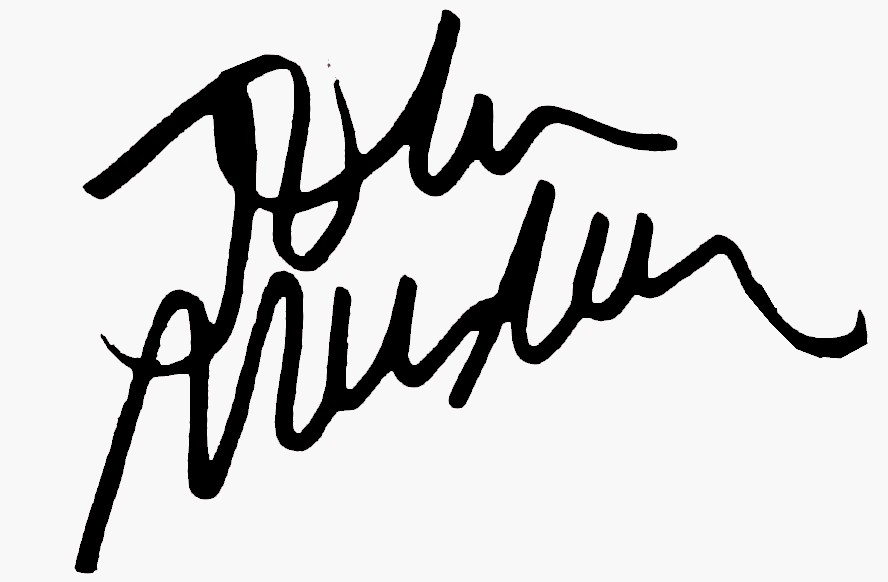
John Muskers signatur.

John Edward Musker, född 8 november 1953 i Chicago i Illinois, är en amerikansk animatör, filmregissör, manusförfattare och filmproducent. Han är tillsammans med kollegan Ron Clements mest känd för att ha skrivit och regisserat Disney-filmerna Mästerdetektiven Basil Mus, Den lilla sjöjungfrun, Aladdin, Herkules, Skattkammarplaneten, Prinsessan och grodan och Vaiana.
Musker är gift med Gale Musker, med vilken han har tvillingsönerna Jackson och Patrick samt dottern Julia. 

## Filmografi (i urval)
- 1981 – Micke och Molle: Vänner när det gäller (animatör)
- 1985 – Taran och den magiska kitteln (ytterligare berättelsebidragsgivare)
- 1986 – Mästerdetektiven Basil Mus (regissör, berättelseförfattare och utvecklare)
- 1989 – Den lilla sjöjungfrun (regissör, manusförfattare och olika röster)
- 1992 – Aladdin (regissör, manusförfattare, producent och övriga röster)
- 1997 – Herkules (regissör, manusförfattare och producent)
- 2002 – Skattkammarplaneten (regissör, manusförfattare, producent och utvecklare)
- 2008 – Bolt (speciellt tack)
- 2009 – Prinsessan och grodan (regissör, manusförfattare och övriga röster)
- 2014 – Big Hero 6 (kreativ ledning)
- 2016 – Zootropolis (kreativ ledning)
- 2016 – Vaiana (regissör, berättelseförfattare och kreativ ledning)
- 2018 – Röjar-Ralf kraschar internet (kreativ ledning)